# I Believe in Father Christmas (1995)
I Believe in Father Christmas es un EP-recopilación de la banda de rock progresivo Emerson, Lake & Palmer lanzado por Rhino Records en 1995.

## Descripción
El título coincide con el 20.º aniversario de la homónima canción de Greg Lake.
El EP contiene la dos primeras versiones de la canción, así como "Humbug" (el lado B del sencillo original de Lake) y versiones de Troika (de la suite El teniente Kijé de Prokófiev) y «Nutrocker», título rock inspirado del Cascanueces (en inglés Nutcracker) de Čajkovskij.

## Lista de canciones
Todas las canciones escritas y compuestas por Greg Lake y Peter Sinfield, excepto donde se indique. 
| N.º | Título                                                               | Escritor(es)               | Duración |  |
| 1.  | «I Believe in Father Christmas» (1.ª versión, grabada en sencillo)   |                            | 3:32     |  |
| 2.  | «Troika»                                                             | Serguéi Prokófiev          | 4:19     |  |
| 3.  | «Humbug»                                                             |                            | 2:26     |  |
| 4.  | «I Believe in Father Christmas» (versión regrabada en Works, Vol. 2) |                            | 3:17     |  |
| 5.  | «Nutrocker» (en vivo)                                                | K. Fowley P. I. Chaikovski | 3:49     |  |

## Músicos
- Keith Emerson – teclados
- Greg Lake – bajo, guitarra[3] y voz[3]
- Carl Palmer – batería